# Paul Greene
Paul Greene (Wetaskiwin, Alberta; 2 de junio de 1974) es un actor canadiense, conocido por haber interpretado a Philip McAdams en la serie Bitten.

## Carrera
En 2006 se unió a la serie Wicked Wicked Games, donde interpretó al abogado Benjamin Gray hasta 2007. En 2009 interpretó a Renny Grant en la popular serie NCIS.
En 2010 obtuvo un papel secundario en la película Somewhere, donde interpretó a Ron. En 2014 se unió al elenco principal de la serie Bitten, donde interpretó a Philip McAdams hasta el final de la primera temporada. En 2015 apareció en la película Deadly Sanctuary, donde dio vida a Eric Heisler.

## Filmografía

### Series de televisión
| Año         | Título                         | Personaje      | Notas                                               |
| ----------- | ------------------------------ | -------------- | --------------------------------------------------- |
| 2014        | Bitten                         | Philip McAdams | 13 episodios                                        |
| 2014        | CSI: Crime Scene Investigation | Len Young      | episodio "Long Road Home"                           |
| 2013        | The Newsroom                   | Scott          | episodio "News Night with Will McAvoy"              |
| 13          | The Client List                | Walter         | episodio "Who's Cheatin' Who"                       |
| 2012        | NTSF:SD:SUV                    | Franz          | episodio "The Real Bicycle Thief"                   |
| 2011        | Harry's Law                    | Thomas         | 2 episodios                                         |
| 2010        | The Whole Truth                | Kevin          | episodio "Pilot"                                    |
| 2009        | Eastwick                       | Guy            | episodio "Paint and Pleasure"                       |
| 2009        | NCIS                           | Renny Grant    | episodio "Bounce"                                   |
| 2008        | My Own Worst Enemy             | Rick           | episodio "That Is Not My Son"                       |
| 2007        | The Wedding Bells              | Robert Harris  | episodio "Partly Cloudy, with a Chance of Disaster" |
| 2006 - 2007 | Wicked Wicked Games            | Benjamin Gray  | 9 episodios                                         |
| 2006        | Shark                          | Scott Ransom   | episodio "LAPD Blue"                                |
| 2006        | Freddie                        | Dwight         | episodio "Eligible Bachelor"                        |

### Películas
| Año  | Título                            | Personaje            | Notas                                                                                           |
| ---- | --------------------------------- | -------------------- | ----------------------------------------------------------------------------------------------- |
| 2017 | My Favorite Wedding               | Michael              | junto a Maggie Lawson, Christine Chatelain y Peter Benson                                       |
| 2015 | A Christmas Detour                | Dylan                | junto a Candace Cameron Bure, Sarah Strange, Kaj-Erik Eriksen, David Lewis y Mackenzie Mowat    |
| 2015 | Deadly Sanctuary                  | Eric Heisler         | junto a Eric Roberts, Dean Cain, Daniel Baldwin, Carl Greene y Marco Dapper                     |
| 2014 | The Ugly Life of a Beautiful Girl | Peter "The Punisher" | junto a Jeannetta Arnette, Diora Baird, Matthew Gray Gubler, Aaron McPherson y Morgan Lily      |
| 2013 | Screwed                           | Steve                | junto a Kurt David Anderson, Julie McNiven, Nathan Moore, Brianna Brown y Kevin McCorkle        |
| 2012 | Do No Harm                        | Ian Brock            | junto a Deanna Russo, Lauren Holly, Sarah Allen, Jason Blicker, Jeff Geddis y Daniel Brochu     |
| 2010 | Red Rooster                       | -                    | corto - junto a Frank Bettag, Dominic Lucero, Ivana Miličević y Roger Richman2016 todo por amor |
| 2010 | Somewhere'                        | Ron                  | junto a Stephen Dorff, Elle Fanning, Michelle Monaghan, Chris Pontius y Erin Wasson             |
| 2016 | A Wish for Christmas              | Peter                | protagonizada junto con Lacey Chabert                                                           |

### Departamento de cámara y eléctrico
| Año  | Título           | Notas                             |
| ---- | ---------------- | --------------------------------- |
| 2011 | The Highest Pass | documental - fotografía adicional |